# مقاطعة واشنغطون (تكساس)
مقاطعة واشنغطون (بالإنجليزية: Washington  County)‏ هي إحدى المقاطعات في ولاية تكساس، الولايات المتحدة الأمريكية.

## أعلام
- لامار فونتين